# Ладінгтон (Мічиган)
Ладінгтон (англ. Ludington) — місто (англ. city) в США, в окрузі Мейсон штату Мічиган. Населення — 7655 осіб (2020).

## Географія
Ладінгтон розташований за координатами 43°57′26″ пн. ш. 86°26′35″ зх. д. / 43.95722° пн. ш. 86.44306° зх. д. (43.957196, -86.442937).  За даними Бюро перепису населення США в 2010 році місто мало площу 9,59 км², з яких 8,72 км² — суходіл та 0,87 км² — водойми.

### Клімат
| Клімат : Ладінгтон        | Клімат : Ладінгтон | Клімат : Ладінгтон | Клімат : Ладінгтон | Клімат : Ладінгтон | Клімат : Ладінгтон | Клімат : Ладінгтон | Клімат : Ладінгтон | Клімат : Ладінгтон | Клімат : Ладінгтон | Клімат : Ладінгтон | Клімат : Ладінгтон | Клімат : Ладінгтон | Клімат : Ладінгтон |
| Показник                  | Січ.               | Лют.               | Бер.               | Квіт.              | Трав.              | Черв.              | Лип.               | Серп.              | Вер.               | Жовт.              | Лист.              | Груд.              | Рік                |
| Абсолютний максимум, °C   | 13,9               | 17,2               | 25,6               | 29,4               | 32,2               | 36,1               | 36,7               | 37,2               | 34,4               | 28,9               | 23,3               | 18,3               | 37,2               |
| Середній максимум, °C     | −1,7               | 0,6                | 5,6                | 13,3               | 18,9               | 23,9               | 26,7               | 25,6               | 21,1               | 13,9               | 7,2                | 0,6                | 13,0               |
| Середній мінімум, °C      | −7,8               | −7,2               | −3,9               | 1,7                | 6,7                | 12,2               | 15,0               | 14,4               | 10,6               | 5,0                | 0,0                | −5                 | 3,5                |
| Абсолютний мінімум, °C    | −26,1              | −30                | −25,6              | −15,6              | −5,6               | −2,2               | 2,8                | 2,2                | −3,3               | −7,2               | −22,2              | −25,6              | −30                |
| Норма опадів, мм          | 52                 | 43                 | 61                 | 84                 | 85                 | 89                 | 77                 | 90                 | 99                 | 92                 | 86                 | 63                 | 857                |
| ------------------------- | ------------------ | ------------------ | ------------------ | ------------------ | ------------------ | ------------------ | ------------------ | ------------------ | ------------------ | ------------------ | ------------------ | ------------------ | ------------------ |
| Джерело: Weather Channel, |                    |                    |                    |                    |                    |                    |                    |                    |                    |                    |                    |                    |                    |

## Демографія
Згідно з переписом 2010 року, у місті мешкало 8076 осіб у 3549 домогосподарствах у складі 2004 родин. Густота населення становила 842 особи/км².  Було 4432 помешкання (462/км²).
Расовий склад населення:
| - 92,2 % — білих - 1,4 % — корінних американців - 1,1 % — чорних або афроамериканців - 0,6 % — азіатів - 2,0 % — осіб інших рас |

До двох чи більше рас належало 2,6 %. Частка іспаномовних становила 6,3 % від усіх жителів.
За віковим діапазоном населення розподілялося таким чином: 21,8 % — особи молодші 18 років, 57,1 % — особи у віці 18—64 років, 21,1 % — особи у віці 65 років та старші. Медіана віку мешканця становила 43,0 року. На 100 осіб жіночої статі у місті припадало 84,5 чоловіків;  на 100 жінок у віці від 18 років та старших — 80,1 чоловіків також старших 18 років.
Середній дохід на одне домашнє господарство  становив 52 218 доларів США (медіана — 33 777), а середній дохід на одну сім'ю — 61 536 доларів (медіана — 44 448). Медіана доходів становила 37 340 доларів для чоловіків та 34 205 доларів для жінок. За межею бідності перебувало 19,1 % осіб, у тому числі 38,6 % дітей у віці до 18 років та 5,1 % осіб у віці 65 років та старших.
Цивільне працевлаштоване населення становило 3313 особи. Основні галузі зайнятості: освіта, охорона здоров'я та соціальна допомога — 21,1 %, виробництво — 16,5 %, мистецтво, розваги та відпочинок — 13,4 %, роздрібна торгівля — 13,1 %.